# Grecsó Zoltán
Grecsó Zoltán (Szentes, 1983. április 8. –) koreográfus, táncpedagógus. Testvére Grecsó Krisztián író, költő.

## Életpályája
1990-ben kezdett el táncolni.
2001-ben érettségizett a szentesi Horváth Mihály Gimnázium speciális tantervű dráma tagozatán. 2002 szeptemberében az Anton Bruckner Universität en kezdte tanulmányait.
2007 júniusától két évig a Frenák Pál Társulat táncosa volt. 2008 júliusában saját, a mai napig heti rendszerességgel jelentkező improvizációs stúdiót hozott létre, amely Willany Leó Improvizációs Táncszínház néven vált ismertté.
2009 óta  a mai napig a Duda Éva Társulat tal dolgozik táncművészként.
2011-ben kezdte pedagógusi pályafutását a Színház és Filmművészeti Egyetem kortárstánc tanáraként. Ebben az évben olyan jeles táncművészekkel dolgozott együtt, mint Nigel Charnock Archiválva 2015. szeptember 30-i dátummal a Wayback Machine-ben  és Lionel Hoche. Szintén ebben az évben indították el bátyjával, Grecsó Krisztiánnal közös estjeiket, a nagy népszerűségnek örvendő összművészeti Grecsó-esteket.
2014 szeptemberétől októberig az Újvidéki Színház meghívását élvezte alkalmazott koreográfusként.
2015 tavaszától Jonah Bokaer független koreográfussal alkot együtt, pedagógusként pedig szeptembertől a Színház és Filmművészeti Egyetem mellett a Magyar Táncművészeti Főiskolán is tanít kortárstáncot.

### Elismerései
Koreográfiái 2009-ben a Jarmila Jakábkowá Awards-on, 2010-ben a kanári-szigeteki Masdanza Nemzetközi Táncfesztiválon nyertek díjakat.
2010-ben ösztöndíjasként a DanceWEB Kutatási programban vehetett részt Bécsben. 2014-ben táncpedagógusi munkásságáért neki ítélték oda a Fülöp Viktor Táncművészeti Ösztöndíjat, illetve ez év márciusában az Amatőr Táncszövetség művészeti alelnökévé választották.

## Színpadi szerepei
2014 - Szputnyik Hajózási Társaság: Das Ballhaus 

## Díjai
- Fringe Fesztivál: Közönségdíj: Mer-Ka-Ba Társulat, Budapest, 2006
- New Europe Fesztivál: 1. díj: duett: Egyed Beáta, Grecsó Zoltán, Prága, 2009
- New Europe Fesztivál: 1. díj: szóló, Prága, 2009
- SzólóDuó Nemzetközi Táncfesztivál: Különdíj: duett: Egyed Beáta, Grecsó Zoltán, Budapest, 2010
- Masdanza Fesztivál: Közönségdíj: szóló, Kanári-szigetek, 2010